# شاي الياسمين

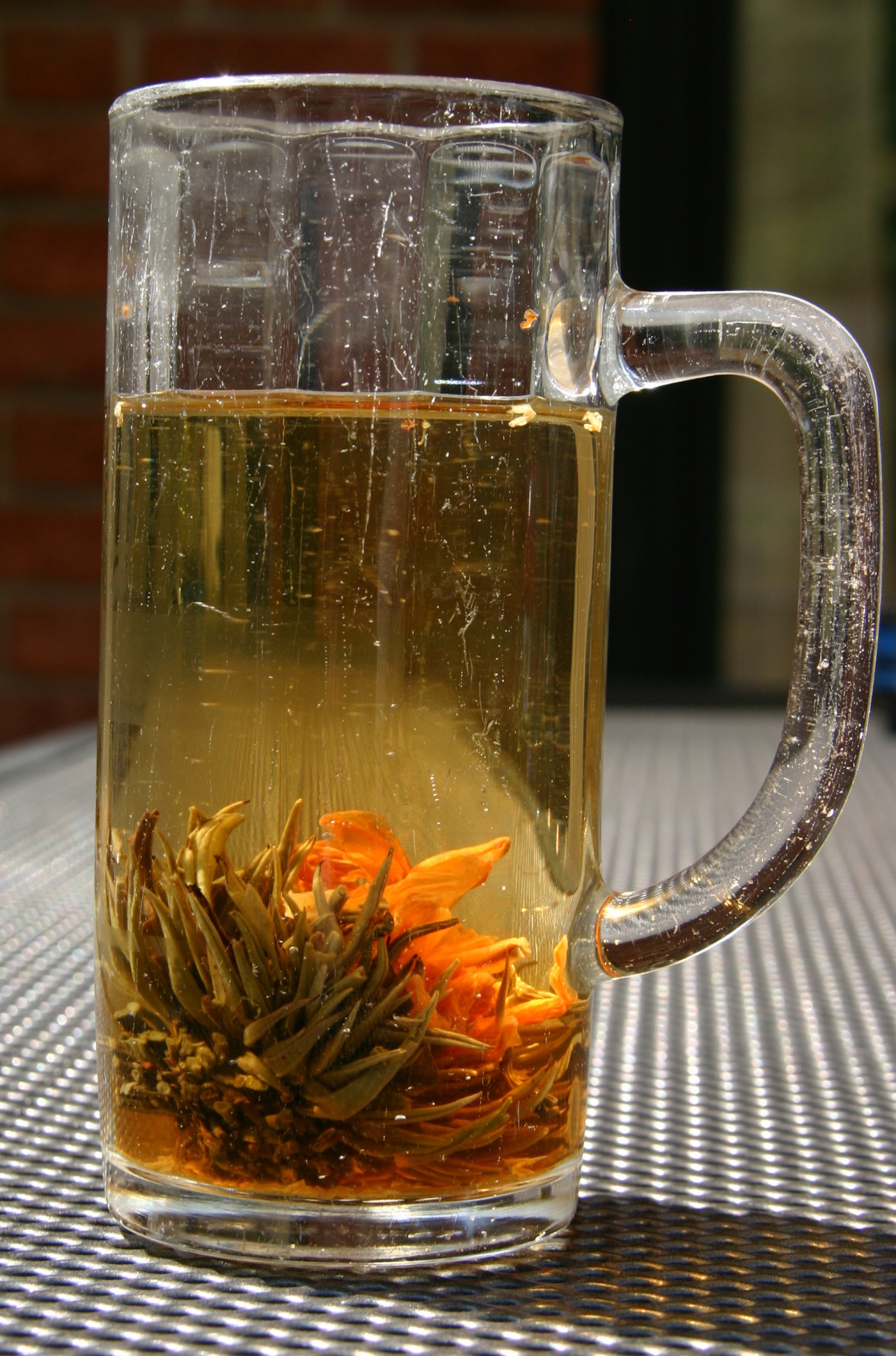
كأس شاي بالياسمين

شاي الياسمين (بالصينية:茉莉花茶) وينطق مو لي خوا جا هو عبارة عن شاي تضاف إليه بعض أزهار الياسمين . يعود تاريخه إلى أسرة سونغ التي حكمت الصين ما بين 960 م و 1279 م. يصنع شاي الياسمين عادة من الشاي الأخضر أو الشاي الأبيض.